# Rue du Médoc
La rue du Médoc est une ancienne voie des entrepôts de Bercy, dans le  12e arrondissement de Paris, en France.

## Origine du nom
Le nom de cette rue fait référence au médoc, un vin rouge d'appellation d'origine contrôlée produit dans la région du Médoc, dans le département de la Gironde.

## Situation
Cette voie des entrepôts de Bercy débutait avenue du Petit-Château et se terminait rue Léopold.

## Historique
Cette rue a été ouverte en 1878.
Elle disparait vers 1993 lors de la démolition des entrepôts de Bercy dans le cadre de l'aménagement de la ZAC de Bercy.
Son emplacement est désormais occupé par la partie du parc de Bercy située entre les rues Joseph-Kessel, de Pommard, de Bercy, le boulevard de Bercy et le quai de Bercy.